# Sint-Jacob de Meerderekerk (Hoeke)

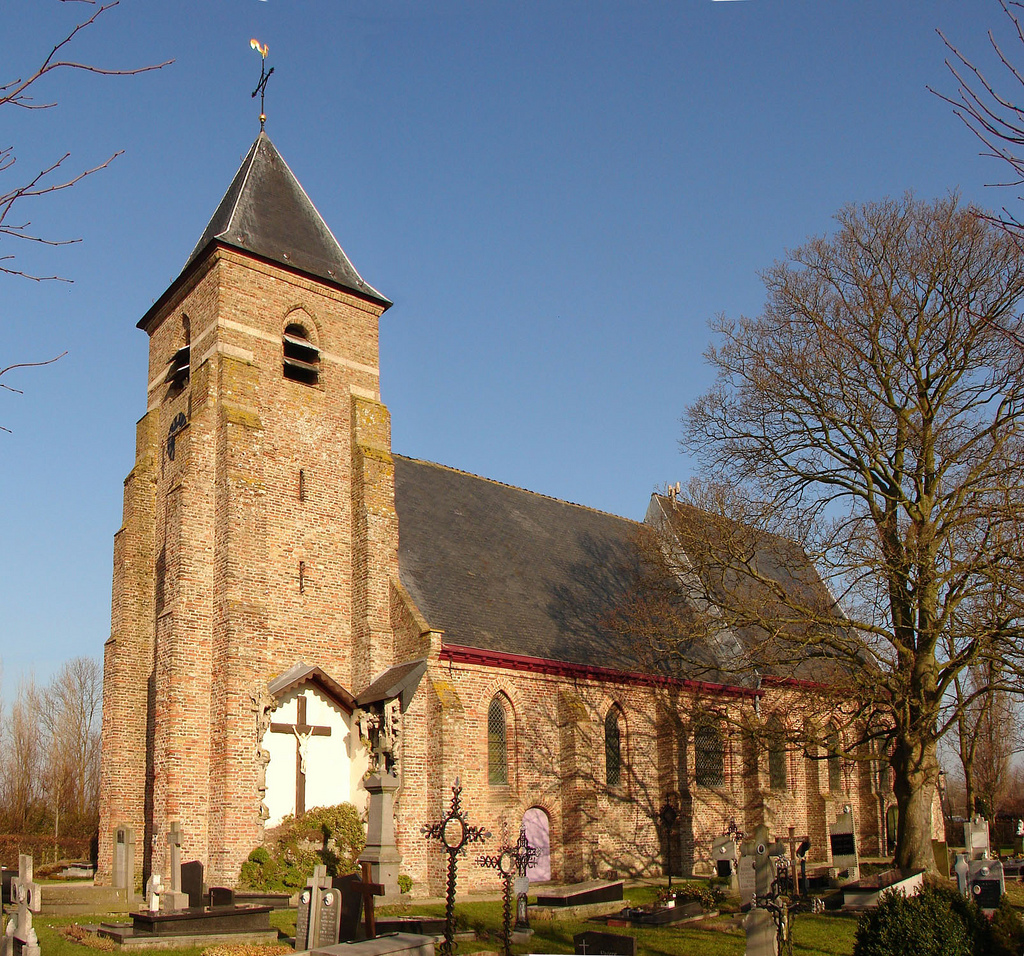
Sint-Jacob de Meerderekerk

De Sint-Jacob de Meerderekerk is de parochiekerk van het tot de West-Vlaamse gemeente Damme behorende dorp Hoeke, gelegen aan de Sint-Jacobsstraat. De kerk is toegewijd aan Sint-Jacob de Meerdere.

## Geschiedenis
In de loop van de 13e eeuw splitste de parochie van Hoeke zich af van die van Oostkerke. Reeds in 1260 was er sprake van een kapel. In 1275 schonk Hendrik van Koesfeld, een Duits koopman, een bedrag om een kerk te bouwen. In 1580 leed het kerkje onder de godsdiensttwisten, waarbij de klokken in Sluis tot kanonnen werden omgesmolten. Vanaf 1591 werden er in de kerk weer Missen opgedragen. Vooral in de 17e eeuw vond veel herstelwerk plaats en in 1649 werd een sacristie aangebouwd. In 1938 werd de kerk geklasseerd als monument.
In 1944 liep vooral de toren oorlogsschade op en in 1948 werd de kerk hersteld.

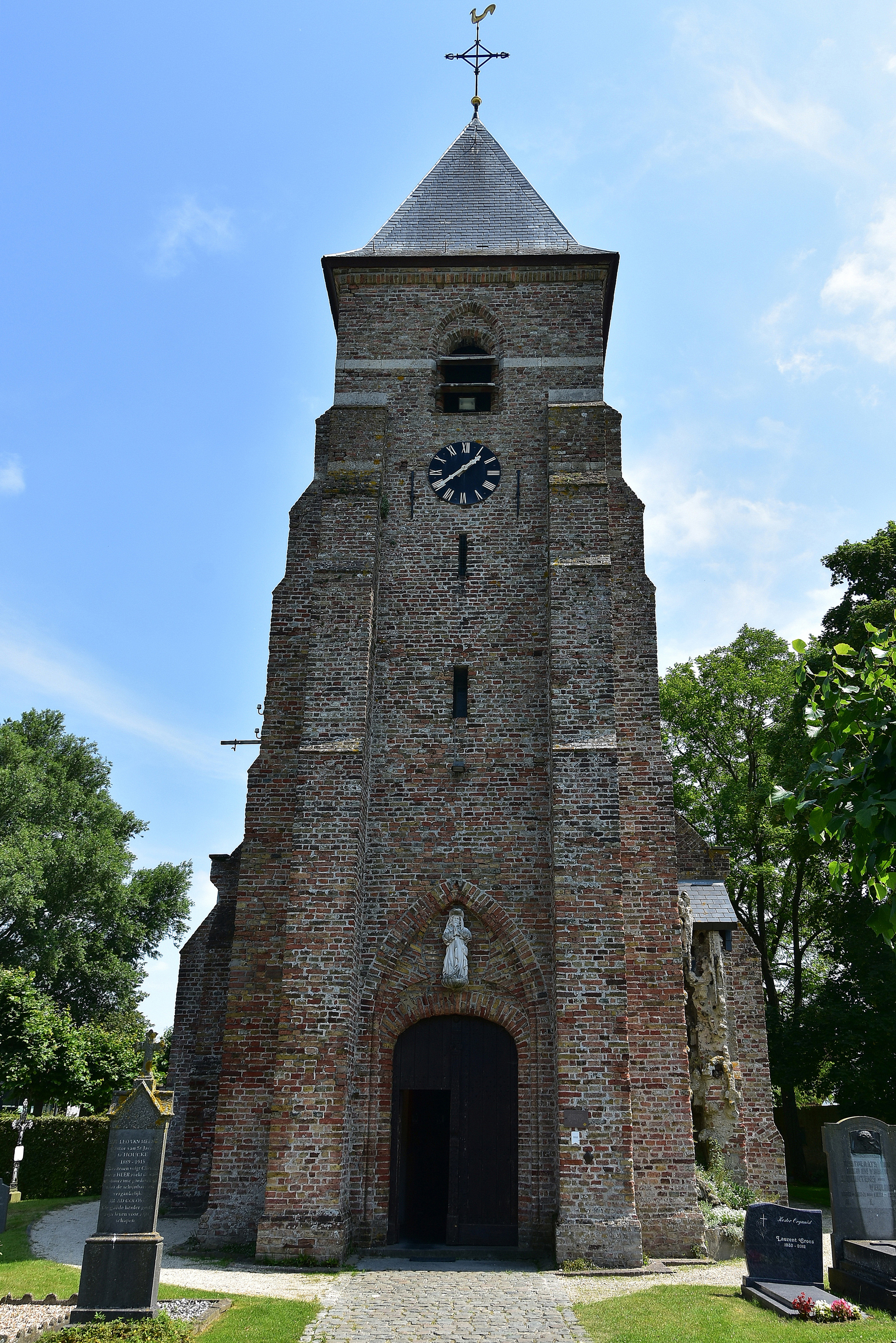
Kerktoren

## Gebouw
Het betreft een bakstenen kerk met een eenbeukig schip en een iets hoger koorgedeelte dat driezijdig wordt afgesloten. De kerk heeft een voorgebouwde, vierkante toren in vroeggotische stijl. De klokverdieping, vernield in 1944, werd in 1948 herbouwd. Het koor werd, op de bestaande plattegrond, omstreeks 1640 herbouwd.

## Interieur
De kerk wordt overwelfd door een houten tongewelf (17e eeuw). De vloer werd in 1855 opnieuw gelegd en bevat enkele grafzerken, waarvan de oudste van 1550 en de jongste van 1777 is. In de kerk bevindt zich ook de grafzerk van Jacob Beels en zijn vrouw Magdaleena de Wielmaker. Beels was in de 16e eeuw zowel schepen, burgemeester (21 keer) als tresorier van de stad. Hij overleed in 1558. Het doksaal is van 1832 en daarop bevindt zich een orgel van 1858, vervaardigd door Pieter Loncke.
Het hoofdaltaar is 18e-eeuws en het bevat een schilderij door Jan Ryckx (1635), voorstellende de Heilige Familie. De communiebank is van 1744-1746 in Lodewijk XIV-stijl. De preekstoel is van de eerste helft van de 18e eeuw. De kerk bezit een Jobtriptiek van Jeroen Bosch (1505) die sedert 1931 uitgeleend is aan het Brugse Groeningemuseum. Ook zijn er twee 16e-eeuwse schilderijen, mogelijk uit de school van Hugo van der Goes, voorstellende de Aanbidding der herders en de Besnijdenis, overblijfselen van een voormalig drieluik. Uit de 18e eeuw is nog een schilderij, voorstellende Onze-Lieve-Vrouw Moeder van Smarten.

## Galerij

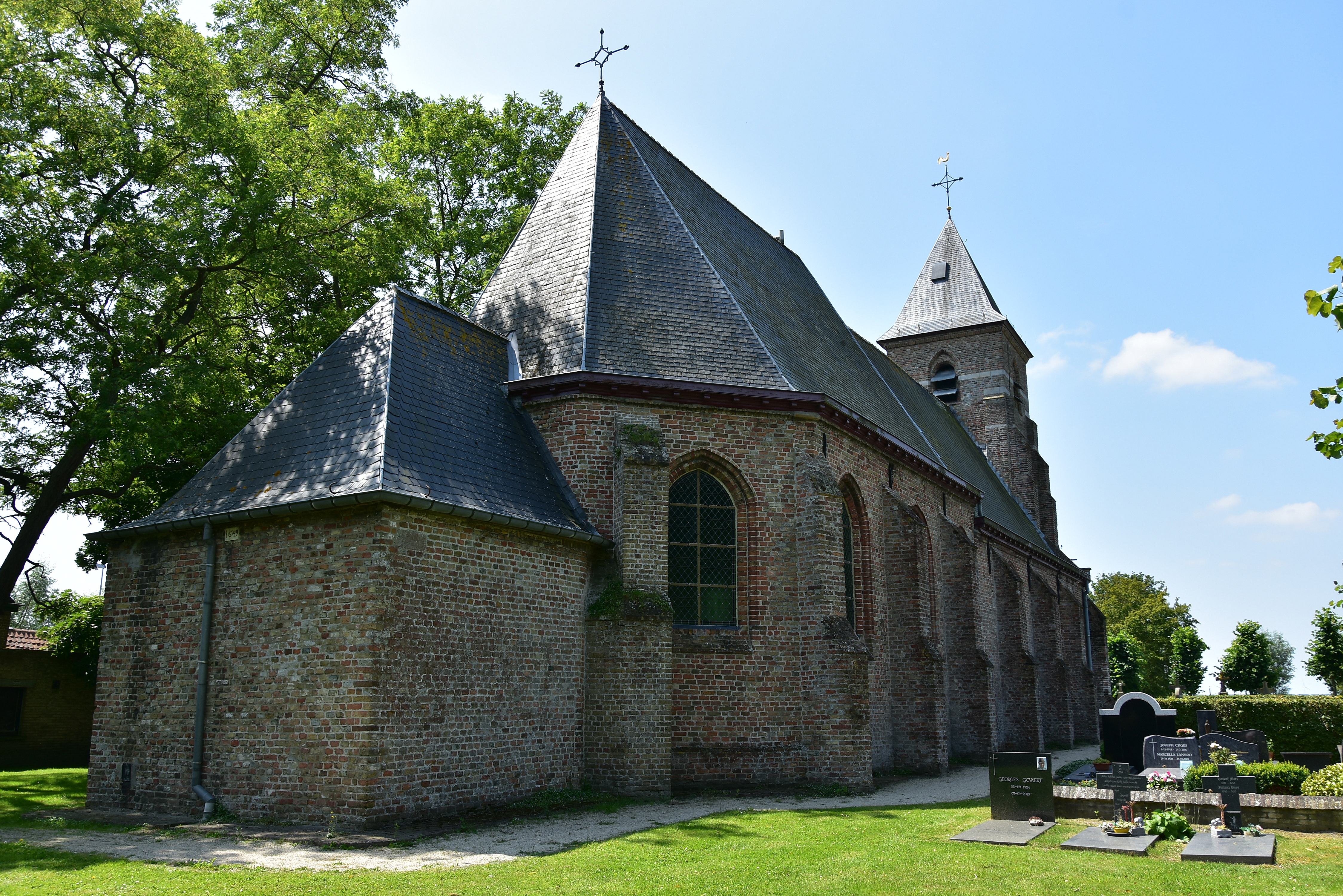
Gezicht op het koor
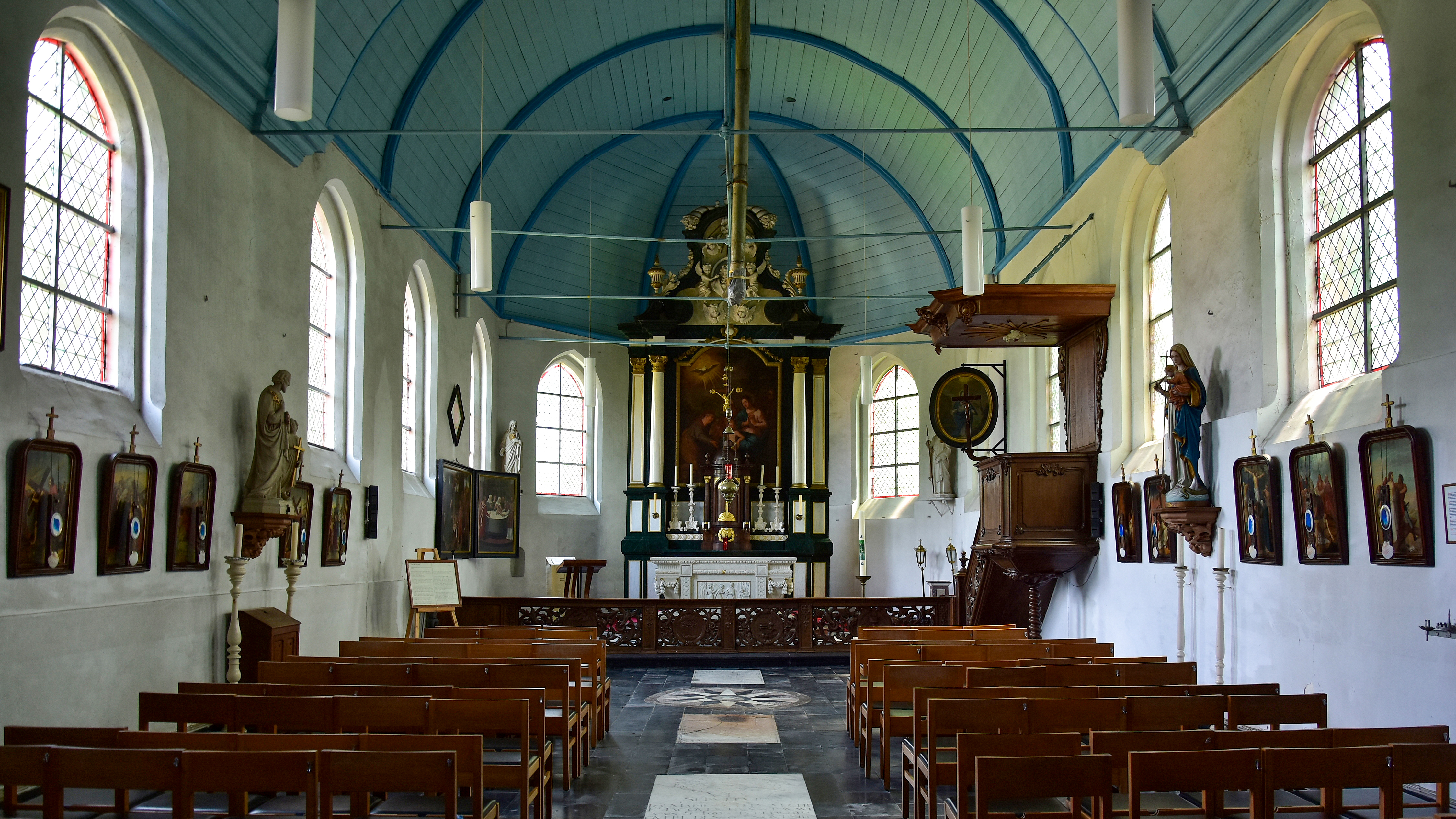
Kerkschip
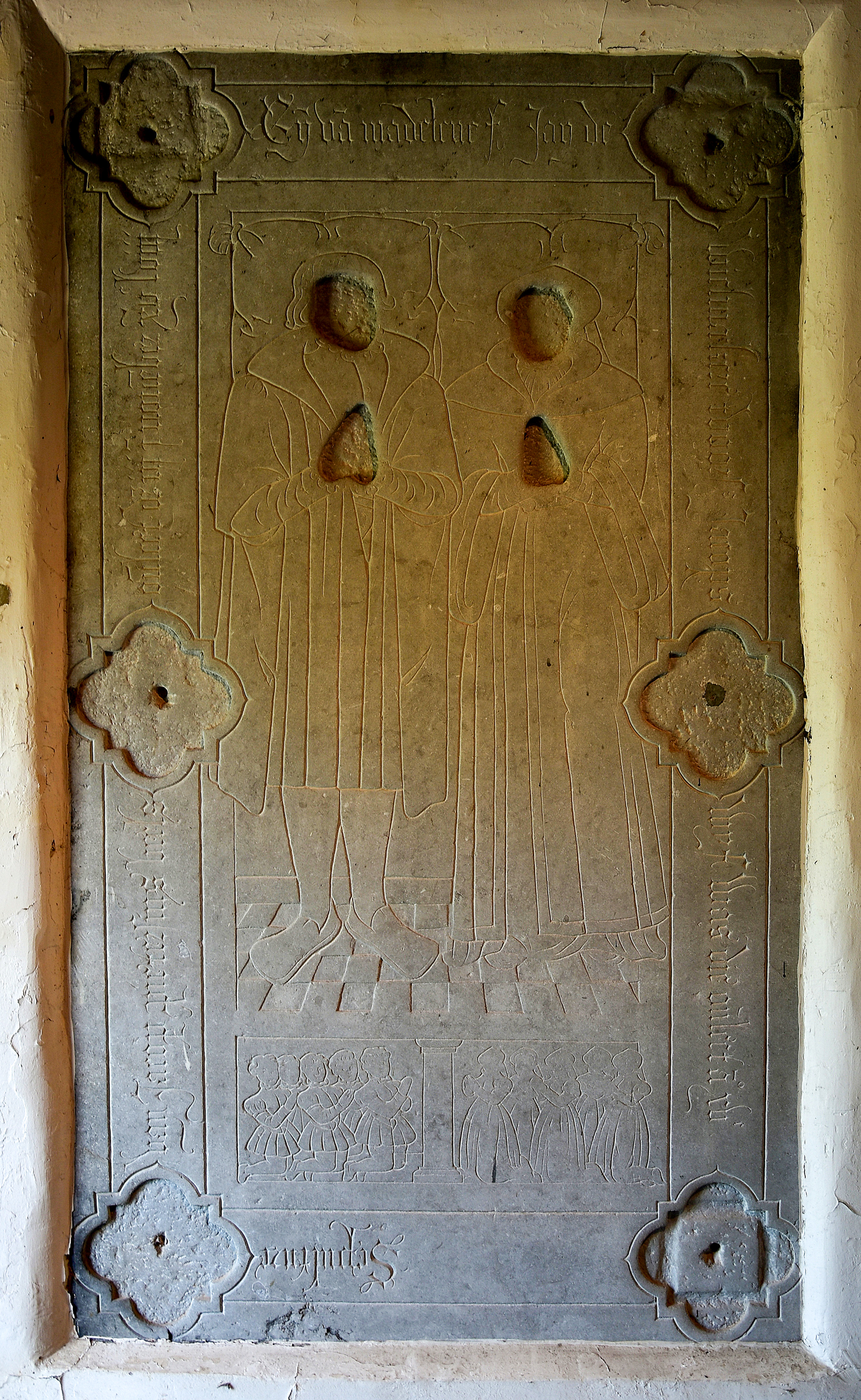
Grafsteen
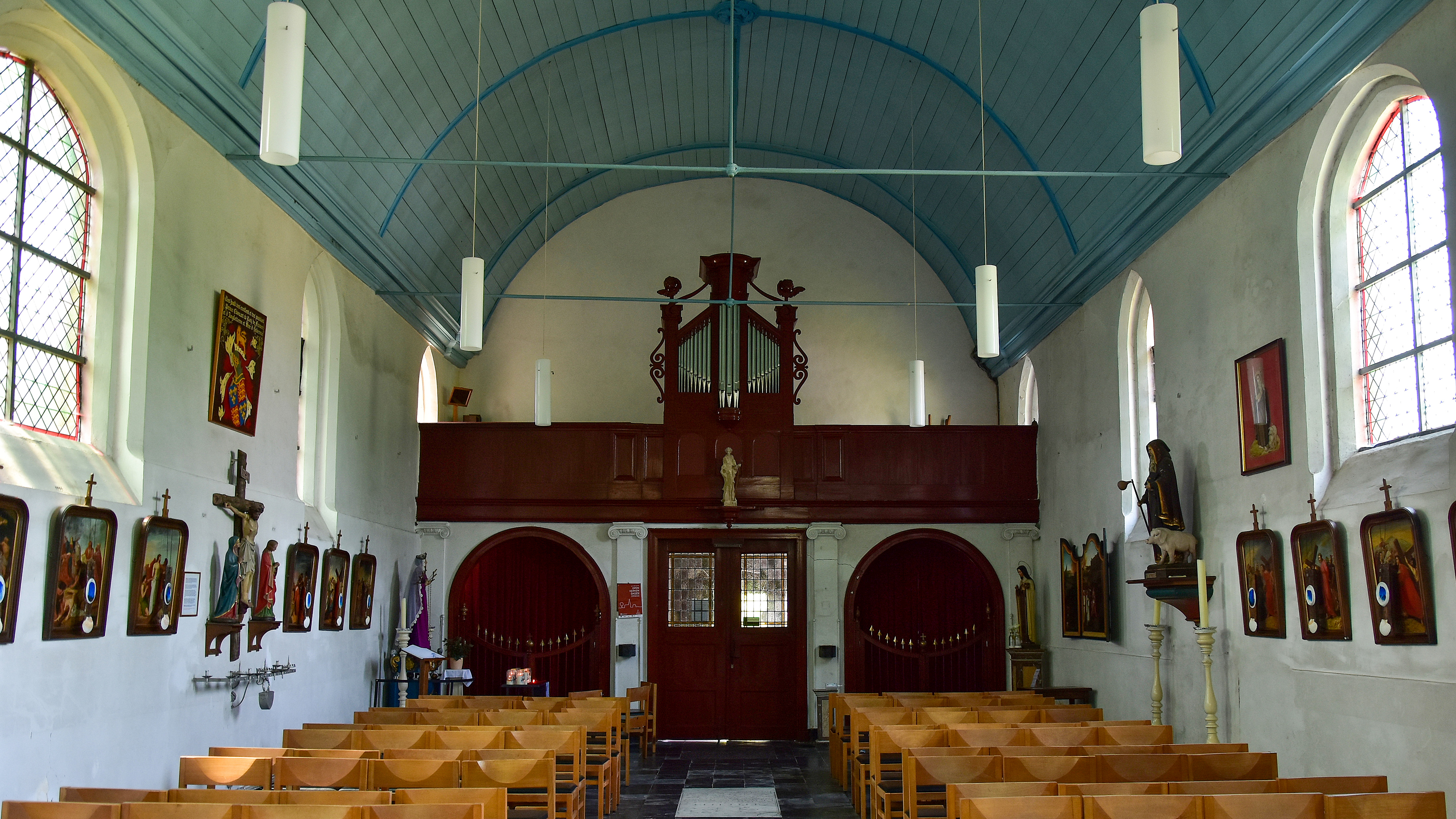
Kerkorgel
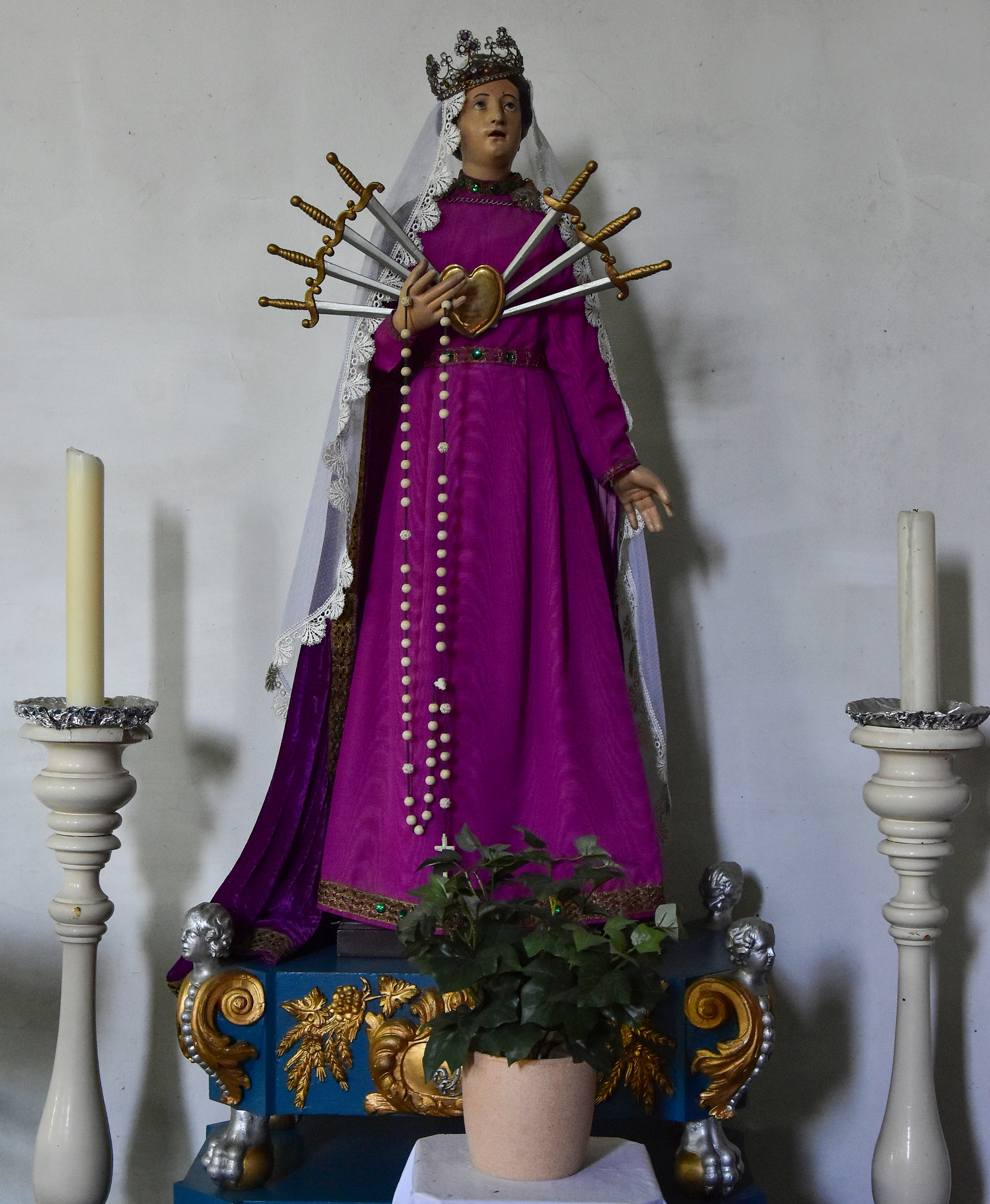
Onze-Lieve-Vrouw van Smarten